# Autize
L'Autize (dans les Deux-Sèvres) ou Autise (dans la Vendée) est une rivière française qui coule dans les départements des Deux-Sèvres et de la Vendée, et un affluent droit de la Sèvre Niortaise.

## Géographie
L'Autise prend sa source près de Mazières-en-Gâtine à 186 m d'altitude.
En aval de Nieul-sur-l'Autise, elle se divise en deux branches :
- la Jeune Autise, artificielle, traverse La Porte de l'Ile. À partir de Souil, elle est canalisée et se nomme le canal de la jeune Autise, qui contourne Maillezais. Ce dernier se jette dans la Sèvre Niortaise près du vieux port de Maillé.

- la Vieille Autise, cours naturel, d'abord préservée puis largement canalisée à partir de Courdault (commune de Bouillé-Courdault) est nommée canal de la vieille Autise. Celui-ci passe à Saint-Sigismond puis se jette dans la Sèvre Niortaise au lieu-dit l'Ouillette à La Barbée.

## Affluents
L'Autise a vingt-quatre tronçons affluents référencés dont six sont nommés et de plus de cinq kilomètres de long :
- Le Saumort (19 km).
- Le Miochette (15 km).
- La Roche Hudon (7 km).
- La Route d'eau de fontaine (7 km).
- Le Doré (7km).
- Le Chantegros (6 km).

## Hydrologie
L'Autise a été observé à la station de Saint-Hilaire-des-Loges, à 17 m d'altitude pour un bassin versant de 250 km2 de superficie. Le module y est de 2,6 m3/s

### Étiage ou basses-eaux
Le VCN3 ou débit d'étiage est, lors des quinquennale sèche de 0,007 m3/s soit 7 litres par seconde ce qui est sévère et représente 2 à 3 pour mille du débit nominal seulement.

### Crues
Sur cette période d'observation de 44 ans, le débit journalier maximal a été observé le 9 avril 1983 pour 48,80 m3/s. Le débit instantané maximal a été observé le 16 décembre 2011 avec 65,90 m3/s en même temps que la hauteur maximale instantanée de 303 mm soit 3,03 m.
Le QIX 10 est de 57 m3/s, le QIX 20 est de 65 m3/s et le QIX 50 est de 74 m3/s, pendant que  les QIX 2 est de 37 m3/s et le QIX 5 est de 49 m3/s.

### Lame d'eau et débit spécifique
La lame d'eau écoulée dans cette partie du bassin versant de la rivière est de 330 millimètres annuellement, ce qui est dans la moyenne en France. Le débit spécifique (Qsp) atteint 10,4 litres par seconde et par kilomètre carré de bassin.

## Galerie

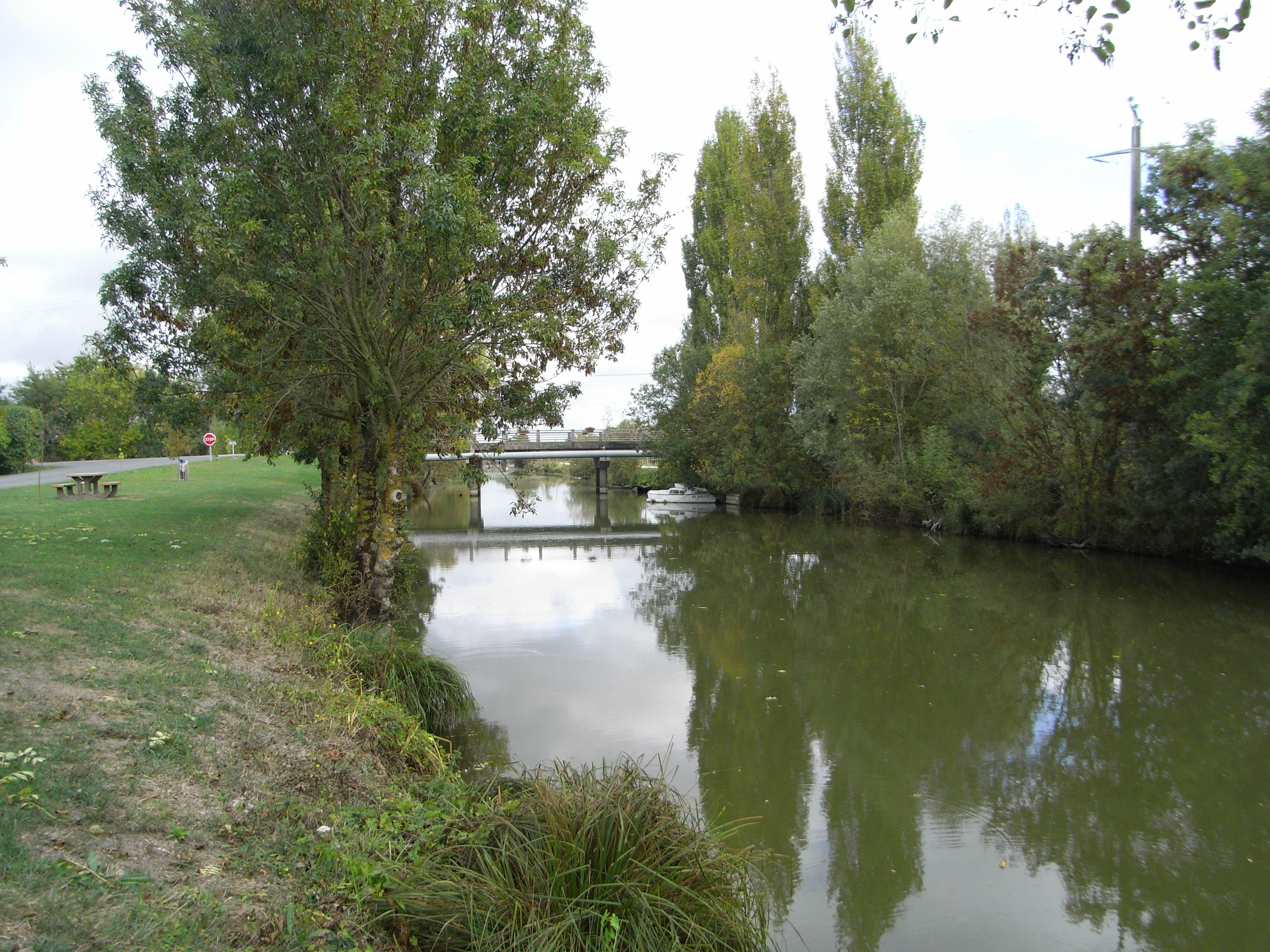
Le canal de la jeune Autise.
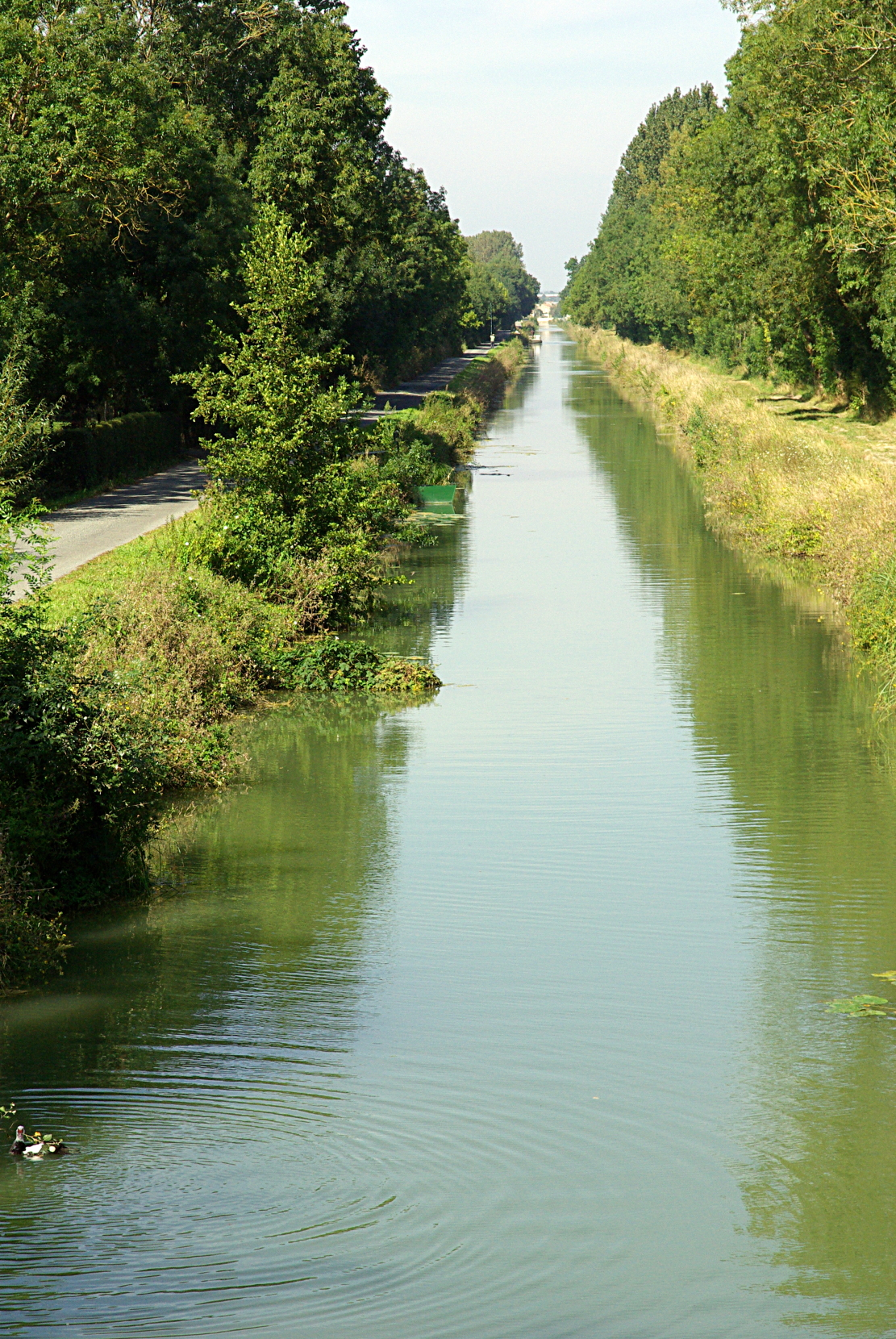
Le canal de la vieille Autise.